# そうは問屋が卸さない
そうは問屋が卸さない（そうはとんやがおろさない）は、江戸時代の日本からのことわざ。

## 概要
自分勝手に都合の良いことを言おうとも、物事というのはそう簡単には思い通りには行かないということを意味する。あるいは都合の良いことをいっている人に対してそう簡単には思い通りにはさせないということを意味する。
現代の日本では、この言葉は「そうは問屋が許さない」という形で用いられている場合があるが、これは間違いである。文化庁は平成18年度国語に関する世論調査で「そうは問屋が卸さない」と「そうは問屋が許さない」のどちらの形で用いられているかという調査を行ったところ、約23%が「そうは問屋が許さない」の方を使うとの調査結果も存在する。

### 歴史
この言葉は江戸時代の日本の問屋が由来である。当時の問屋というのは、自分たちの利益を守るために商品の卸売価格を自分たちで決めてしまうということを行っていた。このことから小売業者というのは問屋に対して値下げを求めてもかなえられず、小売業者からの希望する価格では売ってもらえないという状況であった。このことから転じて、物事がうまく行かないことをそうは問屋がおろさないと表現するようになった。